# Kloosterhaar
Kloosterhaar est un village dans la commune néerlandaise de Hardenberg, dans la province d'Overijssel. Le 1er janvier 2006, le village comptait 1 510 habitants.
Près du village se trouve la réserve naturelle des Engbertsdijkvenen.